# Dv12
Dv12 (фин. Dieselveturi väliraskas — тепловоз среднего веса) — финский маневровый тепловоз с гидравлической передачей. На Финских железных дорогах является стандартным маневровым локомотивом, часто используется и в поездной работе: как пассажирской, так и грузовой. В последнем случае тяговая передача предусматривает два режима работы, из-за чего тепловоз имеет две конструкционные скорости: 85 км/ч — при работе с грузовыми поездами, 125 км/ч — при работе с пассажирскими. Переключение режимов осуществляется на остановках.

## История
В начале 1960-х, в связи предстоящим массовым исключением паровозов из инвентаря, на финских железных дорогах возникла потребность в тепловозе, который должен был заменить уходящие паровозы средней мощности.
Созданный в 1963 году новый тепловоз имел вес около 63 тонн, что при осевой нагрузке около 15,5 тс позволяло работать и на подъездных путях предприятий, малые радиусы в кривых участках пути которых позволяла проходить конструкция экипажной части — 2 несочленённых двухосных тележки. Применение же одной передачи на все 4 оси обеспечивали групповой привод осей, что повышало общий коэффициент тепловоза. Тепловоз получил широкое распространение при работе на манёврах, также его активно использовали для вождения грузовых поездов (а впоследствии и пассажирских). В последнем случае тепловозы работали уже двойной и тройной тягой, при этом предусмотрена работа двух тепловозов по СМЕ.
| Год  | Номера                            |
| ---- | --------------------------------- |
| 1963 | 2501-2506                         |
| 1964 | 2507-2532                         |
| 1965 | 2533-2548, 2701—2712              |
| 1966 | 2549-2568, 2713—2716, 2718        |
| 1967 | 2717, 2719—2735, 2737, 2739, 2741 |
| 1968 | 2736, 2738, 2740, 2742—2748       |
| 1971 | 2749-2757, 2759                   |
| 1972 | 2758, 2760                        |
| 1974 | 2601-2611                         |
| 1975 | 2612-2620                         |
| 1976 | 2621-2631                         |
| 1977 | 2632-2641                         |
| 1978 | 2642-2650                         |
| 1979 | 2651-2653                         |
| 1980 | 2654-2656                         |
| 1983 | 2657-2662                         |
| 1984 | 2663-2664                         |